# Lewiston (Kalifornija)
Lewiston je naseljeno područje za statističke svrhe u američkoj saveznoj državi Kalifornija. Prema popisu stanovništva iz 2010. u njemu je živjelo 1.193 stanovnika.